# Станишівка (Житомирський район)
Станиші́вка — село в Україні, в Житомирському районі Житомирської області. Населення 2058 осіб. Орган місцевого самоврядування — Станишівська сільська рада. Село фактично є південно-східним передмістям Житомира.

## Назва
За однією з версій село названо в честь краківського єпископа Станіслава (Станек, Станеш) Щепановського (1030—1079), канонізованого у 1253 році, який вважався небесним покровителем Польщі. Інша версія, що станишівський міст служив шляхом до пристанища козацького стану, звідки і пішла назва села Станишівка. Говорять, що тут зупинявся гетьман Іван Мазепа, під час перехода із Житомира до Бердичева.

## Історія
В селі знаходиться городище ХІІ-ХІІІ ст. та XIV—XVIII ст.
Село відоме з 1616 року.
Село згадується в списку мешканців м. Іванкова та сіл, що до нього належать від 5 лютого 1683 р.
У 1861 р. на кошти держскарбниці була побудована дерев'яна церква Святого Миколая. До приходу належали: с. Псище (зараз Зарічани), Слобода-Селець та слобода Смолянка (зараз район Житомира).
У 1906 році село Левківської волості Житомирського повіту Волинської губернії. Відстань від повітового міста 8 верст, від волості 8. Дворів 126, мешканців 825.
Радянська влада встановлена в січні 1918 року.
На фронтах нацистсько-радянської війни билися проти ворога 110 жителів села, з них 58 загинуло, 27 — удостоєні орденів і медалей СРСР.
Воїнам-визволителям, що віддали своє життя, визволяючи Станишівку від німецько-фашистських загарбників, трудящі села встановили пам’ятник.
Село постраждало внаслідок геноциду українського народу, проведеного урядом СРСР 1932—1933. За даними сільради, внаслідок Голодомору 1932—1933 загинуло 34 чол., імена яких на сьогодні встановлено.
Поблизу Станишівки виявлено два могильники доби бронзи та городище часів Київської Русі.
12 червня 2020 року, відповідно до розпорядження Кабінету Міністрів України № 711-р «Про визначення адміністративних центрів та затвердження територій територіальних громад Житомирської області» увійшло до складу Станишівської сільської територіальної громади.
19 липня 2020 року, в результаті адміністративно-територіальної реформи та ліквідації Житомирського району (1939—2020), село увійшло до складу новоутвореного Житомирського району.

## Населення

### Мова
Розподіл населення за рідною мовою за даними перепису 2001 року:
| Мова            | Кількість | Відсоток |
| --------------- | --------- | -------- |
| українська      | 1906      | 92.61%   |
| російська       | 138       | 6.70%    |
| польська        | 6         | 0.29%    |
| білоруська      | 3         | 0.15%    |
| румунська       | 2         | 0.10%    |
| вірменська      | 1         | 0.05%    |
| гагаузька       | 1         | 0.05%    |
| інші/не вказали | 1         | 0.05%    |
| Усього          | 2058      | 100%     |

## Символіка

### Герб
Герб села являє собою прямокутний щит із заокругленими нижніми кутами. Так званий англійський щит. На гербі зображені основні історичні пам'ятки с. Станишівка. Герб розміщений у золотому картуші, із колосками пшениці та гілочками хмелю, який рекомендований Українським геральдичним товариством, та прикрашений сільською короною, яка вказує на статус села. Знизу на картуші рік заснування села. Їх золотий колір свідчить, про багатство, знать, а також за християнським значенням — справедливість та милосердя.
Церква — культурна та архітектурна пам'ятка, духовний осередок села. Її біле тло позначає світ, шляхетність, вищу владу. Птах тетерук біля річки символізує назву річки Тетерів, яка розділяла село. З історії (колишня територія Станишівської сільської ради — це район Паперової фабрики, район Смолянки). Козак на коні вказує на силу і вірність, на захисника Вітчизни, символізує рух українського народу до свободи і незалежності. Зображений на червоному тлі, що значить хоробрість, мужність, любов, кров пролиту в боротьбі. Верба — крихке, але життєстійке дерево, її зелений колір значить надію та родючість, достаток, свободу, життя. Герб розділений золотою стрічкою навхрест, яка символізує благородство, а також правдивість та чистоту помислів.

### Прапор
Прямокутне полотнище червоного кольору. Зліва, біля древка — рівносторонній трикутник білого кольору із зображенням козака (трикутник горизонтального розташування), обрамлення трикутника золотою стрічкою.
Прапор побудований на основі кольорового вирішення герба і несе таку ж символіку. Червоний колір значить хоробрість, мужність, любов, кров пролиту в боротьбі. Білий колір позначає світ, шляхетність, вищу владу. Золота стрічка, зображена жовтим кольором, свідчить про багатство, знать, а також за християнським значенням — справедливість та милосердя. Козак на коні вказує на силу і вірність, на захисника Вітчизни, символізує рух українського народу до свободи і незалежності.

## Сільські чиновники 2011 року
- Сільський голова — Матвійчук Юрій Вікторович
- секретар — Клименко Катерина Анатоліївна
- спеціаліст-землевпорядник — Федорчук Анатолій Іванович
- головний бухгалтер — Голуб Наталія Андріївна
- касир — Карлінська Тетяна Дмитрівна
- паспортист, начальник ВОС — Герасимчук Ганна Григорівна
- діловод — Цьмох Ніна Іванівна
- спеціаліст-юрисконсульт — Кирильчук Ірина Віталіївна

## Економіка
Через свою близькість до Житомира село має розвинуту економіку. В селі розташована Житомирська фармацевтична фабрика Vishpha, Дитяча обласна лікарня та Житомирська районна лікарня (КНП «Житомирська багатопрофільна опорна лікарня» Житомирської районної ради). Є магазини та кафе Тераса.

## Постаті
- Гончаренко Ігор Андрійович (1994—2018) — старший солдат Збройних сил України, учасник російсько-української війни.

## Галерея

Станишівська Церква